# 김도현 (정치인)
김도현(金道鉉, 1943년 2월 25일~)은 대한민국의 언론인 출신 정치인이다.

## 주요 이력
본관은 의성이고, 경상북도 안동 출생으로 문화체육부 차관(1993년 ~ 1995년)과 서울 강서구청장(2006년 ~ 2007년)을 지냈다.

## 학력
- 1955년 경상북도 안동동부국민학교 졸업
- 1958년 경상북도 안동사범학교 병설중학교 졸업
- 1961년 서울대학교 사범대학 부설고등학교 졸업
- 1978년 서울대학교 정치학과 학사
- 1988년 5년제 한국방송통신대학교 행정학과 학사

## 경력
- 1981년 민주한국당 상임위원(1984년 퇴임)
- 1991년 민주자유당 전임위원(1992년 퇴임)
- 1993년 문화체육부 차관(1995년 퇴임)
- 1997년 자유민주연합 상임고문(1998년 퇴임)
- 1999년 한나라당 전임고문(2006년 퇴임)
- 2006년 서울 강서구청장(2007년 퇴임)
- 2008년 한양대학교 행정학과 초빙교수(2009년 퇴임)

## 역대 선거 결과
|  | 24.99% |

|  | 18.60% |

|  | 34.90% |

|  | 15.24% |

|  | 39.77% |

|  | 35.44% |

|  | 52.64% |

## 참고 자료
- 조인스 인물정보
- 김도현 - 두산세계대백과사전